# Ayla
Ayla ist ein hebräischer und türkischer weiblicher Vorname, der im Türkischen so viel wie „Mit dem Mondlicht“ bedeutet.

## Namensträgerinnen

### Vorname
- Ayla Aksu (* 1996), türkische Tennisspielerin
- Ayla Akat Ata (* 1976), türkische Juristin und Politikerin
- Ayla Çelik (* 1973), türkische Popsängerin und Songwriterin
- Ayla Erduran (1934–2025), türkische Violinistin
- Ayla Gottschlich (* 1982), deutsche Filmregisseurin
- Ayla Kell (* 1990), US-amerikanische Schauspielerin und Tänzerin
- Aylâ Neusel (* 1936), deutsche Hochschul- und Frauenpolitikerin türkischer Herkunft
- Ayla Schafer (* 1987), mehrsprachige 'world-folk'-Singer-Songwriterin
- Ayla Yildiz (* 1991), deutsche Dokumentarfilmerin, Multimedia-Redakteurin und Filmproduzentin

### Familienname
- Güliz Ayla (* 1988), türkische Popmusikerin
- Safiye Ayla (1907–1998), Sängerin türkischer klassischer Musik

### Filme
- Ayla und der Clan des Bären, US-amerikanischer Film aus dem Jahr 1986
- Ayla (2009), deutscher Film von Su Turhan aus dem Jahr 2009
- Ayla (2017), türkisch-koreanisches Filmdrama von Can Ulkay aus dem Jahr 2017
- Ayla: The Daughter of War, türkischer Film aus dem Jahr 2017
- Ein Fall für zwei: Ayla, Episode der Krimiserie Ein Fall für zwei
- Ayla (Fernsehserie), spanische Jugendserie